# Raachberg
Der Raachberg ist ein 908 m ü. A. hoher Berg im südlichen Niederösterreich zwischen dem Semmering-Rax-Schneeberg-Gebiet im Nordwesten und der Buckligen Welt im Südosten.
Am Fuß des Raachberges im Norden gelegen, befindet sich die Stadt Gloggnitz.
Im Osten zieht sich das Syhrntal am Fuß des Raachberges von Kranichberg im Süden nach Norden bis Enzenreith. 
Der Raachberg ist größtenteils bewaldet und weist eine oben abgeflachte Kuppe auf. Die höchste Erhebung befindet sich im Gebiet der etwa eineinhalb Kilometer weiter südwestlich gelegenen Gemeinde Raach.

## Weblink
- Rundwanderwege am Raachberg